# كيلي ويليامسون
كيلي ويليامسون (بالإنجليزية: Kelly Williamson)‏ هي تريثلت أمريكية، ولدت في 5 ديسمبر 1977 في زيونسفيل في الولايات المتحدة.

## وصلات خارجية
- الموقع الرسمي
- كيلي ويليامسون على موقع اتحاد الترياتلون الدولي (الإنجليزية)
- كيلي ويليامسون على موقع IAT Triathlon Database (الإنجليزية)